# José Antonio Pujante
José Antonio Pujante Diekmann (Villefranche-de-Rouergue, 10 de diciembre de 1964-Murcia, 1 de enero de 2019) fue un político español de Izquierda Unida, excoordinador regional de Izquierda Unida-Verdes de la Región de Murcia (IUVRM).

## Biografía
Se licenció en Filosofía por la Universidad de Murcia. 
Durante el período de la VI legislatura (1995-1999) comienza su mandato como concejal electo en el Ayuntamiento de Lorca por Izquierda Unida. Es elegido coordinador local y comarcal de IUVRM en Lorca y el 
Guadalentín, respectivamente. Vuelve a ser elegido concejal por Lorca en la VII legislatura (2003-2007). En 2005 es elegido coordinador regional de Izquierda Unida-Verdes de la Región de Murcia, y por lo tanto miembro de pleno derecho del Consejo Político Federal de Izquierda Unida. Un año después de su elección como coordinador, en 2006, fue elegido candidato a la presidencia de la Región de Murcia por IU-Verdes.
En 2007 José Antonio Pujante es elegido tanto diputado en la Asamblea Regional de Murcia, como concejal en el Ayuntamiento de Lorca, aunque dimite como concejal tras el primer pleno por «la carga de trabajo que tiene como único diputado del grupo parlamentario» y para poder dedicarse de forma exclusiva a la Asamblea Regional de Murcia.
Desde entonces, y tras volver a ser elegido diputado en la tercera circunscripción en 2011, fue portavoz del grupo parlamentario mixto. Posteriormente, en 2015, se volvió a presentar como candidato y obtuvo un 4.83 % de los votos, que dejó a IU-Verdes fuera de la Asamblea Regional. La ley electoral vigente entonces dividía la Región de Murcia en cinco circunscripciones y establecía el límite para entrar en el parlamento en el umbral del 5 %.
José Antonio Pujante impulsó junto a organizaciones sociales, como el Foro Ciudadano de la Región de Murcia, la modificación de la ley electoral. Finalmente, en el conocido «Pacto del Moneo» se acordó por IU-Verdes, Podemos y PSOE la modificación de la ley en la siguiente legislatura. Y, efectivamente, tras las elecciones autonómicas de 2015 cambió la ley en el parlamento regional. De haberse aplicado nueva ley en 2015, IU-Verdes habría tenido una representación de dos diputados. 
Fue secretario general de las Juventudes Comunistas de la Región de Murcia. Además participó en diferentes movimientos sociales, siendo miembro fundador de la Asociación de Estudiantes Progresistas —con la que fue elegido miembro del primer claustro democrático de la Universidad de Murcia—, de la Asociación Universitaria Cultura por la Paz y de la Asociación Marina de Cope-Ramonete. También fue integrante de la Asociación Amigos del Pueblo Saharaui de Lorca. Estuvo afiliado a la Federación de Enseñanza de Comisiones Obreras.

## Vida personal
Estaba casado y tenía dos hijos.
Hasta su muerte José Antonio Pujante Diekmann impartió clases de Filosofía en el IES Príncipe de Asturias de Lorca.